# مغد خشن
المغد الخشن ، الشمام الإجاصي (الاسم العلمي: Solanum muricatum)، شجيرات دائمة الخضرة من الفصيلة الباذنجانية، يعود أصلها إلى أمريكا الجنوبية وثمرتها حلوة المذاق.

## الوصف النباتي
ارتفاعها حوالي المتر، تنتج ثمار قابلة للاستهلاك البشري. أزهارها بنفسجية اللون تظهر خلال فصل الربيع وأوائل الصيف. ثمارها كروية إلى بيضاوية الشكل يصل وزنها إلى 01 كلغرام، خضراء اللون تتحول إلى الأصفر عند النضج. تستهلك طازجة أو كعصير ومربى.

## الزراعة
زراعة القاشان سهلة حيث تتم زراعته عن طريق البذر في الربيع أو عن طريق العقل آخر فصل الصيف. و يحب نبات القاشان الأراضي الغنية جيدة الصرف، واحتياجاته من المياه متوسطة ما عدا في الصيف حيث يجب أن يسقى جيدا.

## معرض صور

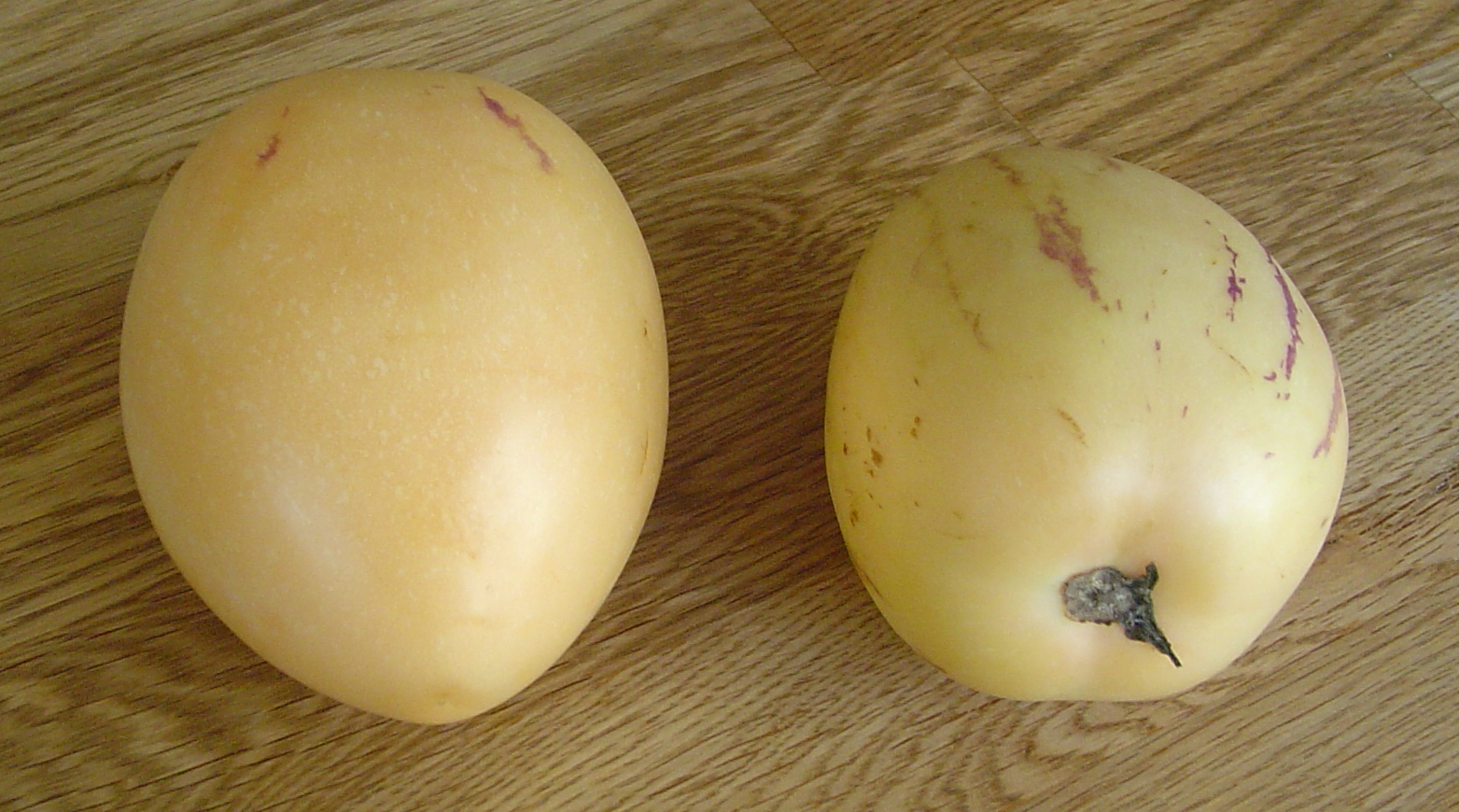
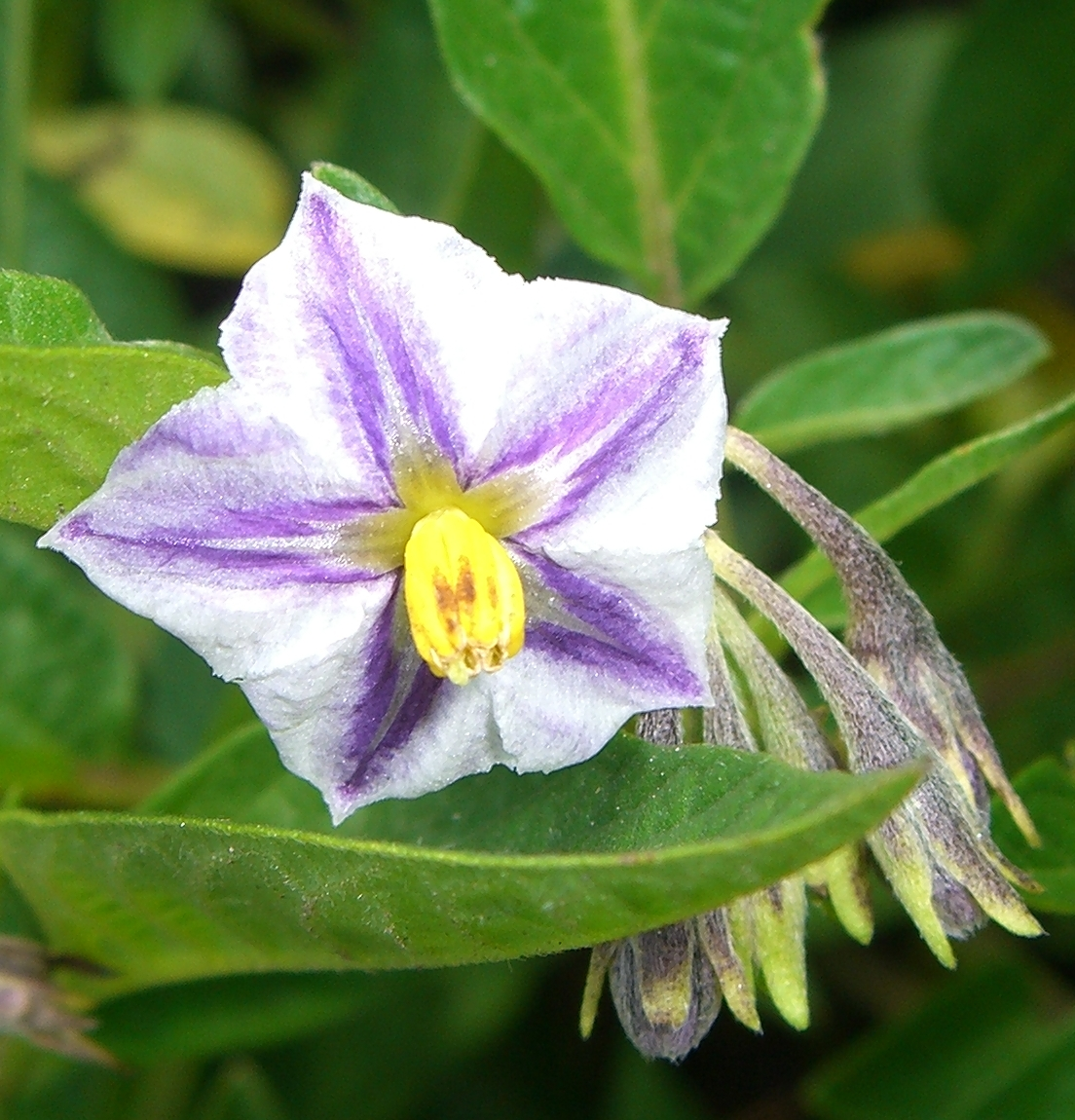
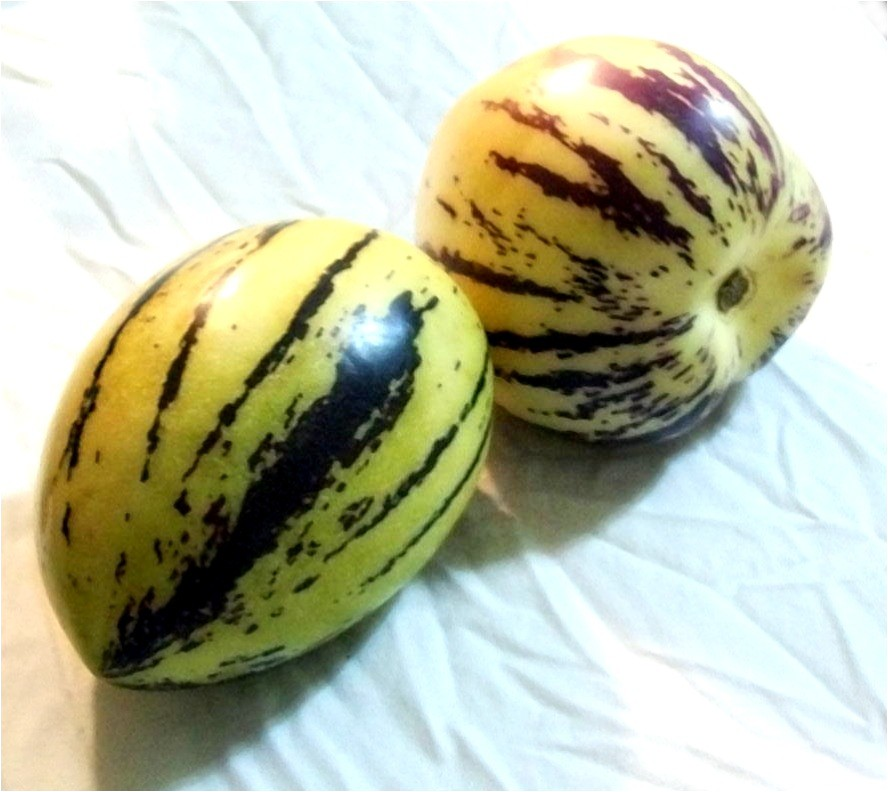
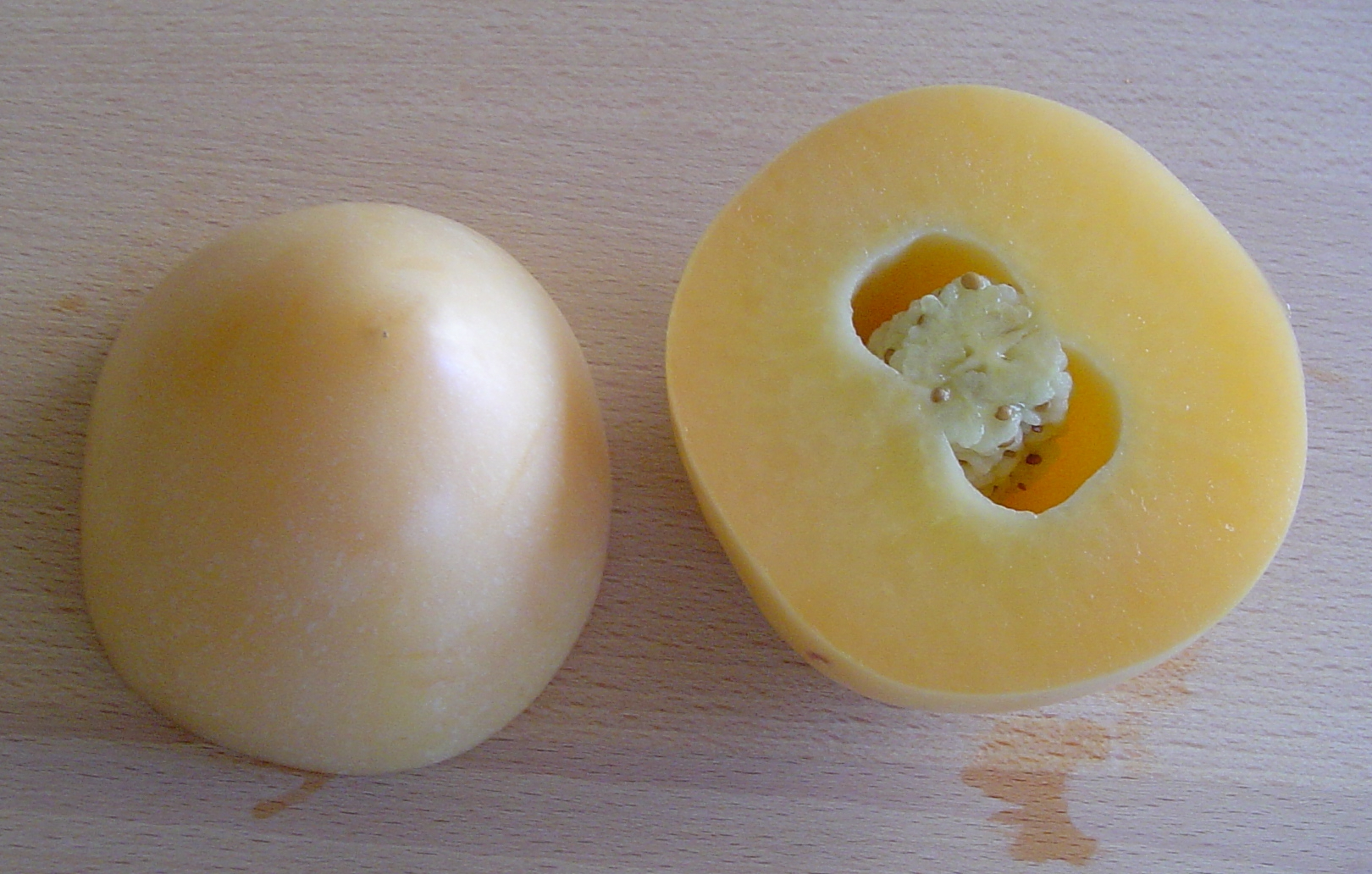